# Moulton (Texas)
Pour les articles homonymes, voir Moulton.
Moulton est une ville située au nord-ouest du comté de Lavaca, au Texas, aux États-Unis,.

## Démographie
Lors du recensement de 2010, la ville comptait une population de 650 habitants. Elle est estimée, en 2016, à 645 habitants.

### Source de la traduction
- (en) Cet article est partiellement ou en totalité issu de l’article de Wikipédia en anglais intitulé « Moulton, Texas » (voir la liste des auteurs).